# Доходный дом Пантелеева
Доходный дом купца Пантеле́ева — историческое здание в Басманном районе Москвы, памятник культурного наследия. Построен в 1874-м году для купца Алексея Александровича Пантелеева по проекту архитектора Николая Колыбелина. Представляет собой каменное трёхэтажное здание с подвалом и мезонином. Фасад здания украшают пилястры, мезонин увенчан фигурным фронтоном, а окна обрамлены наличниками. По словам главы департамента культурного наследия Алексея Емельянова, здание является «характерным образцом московского доходного дома второй половины XIX века».